# Pyxis

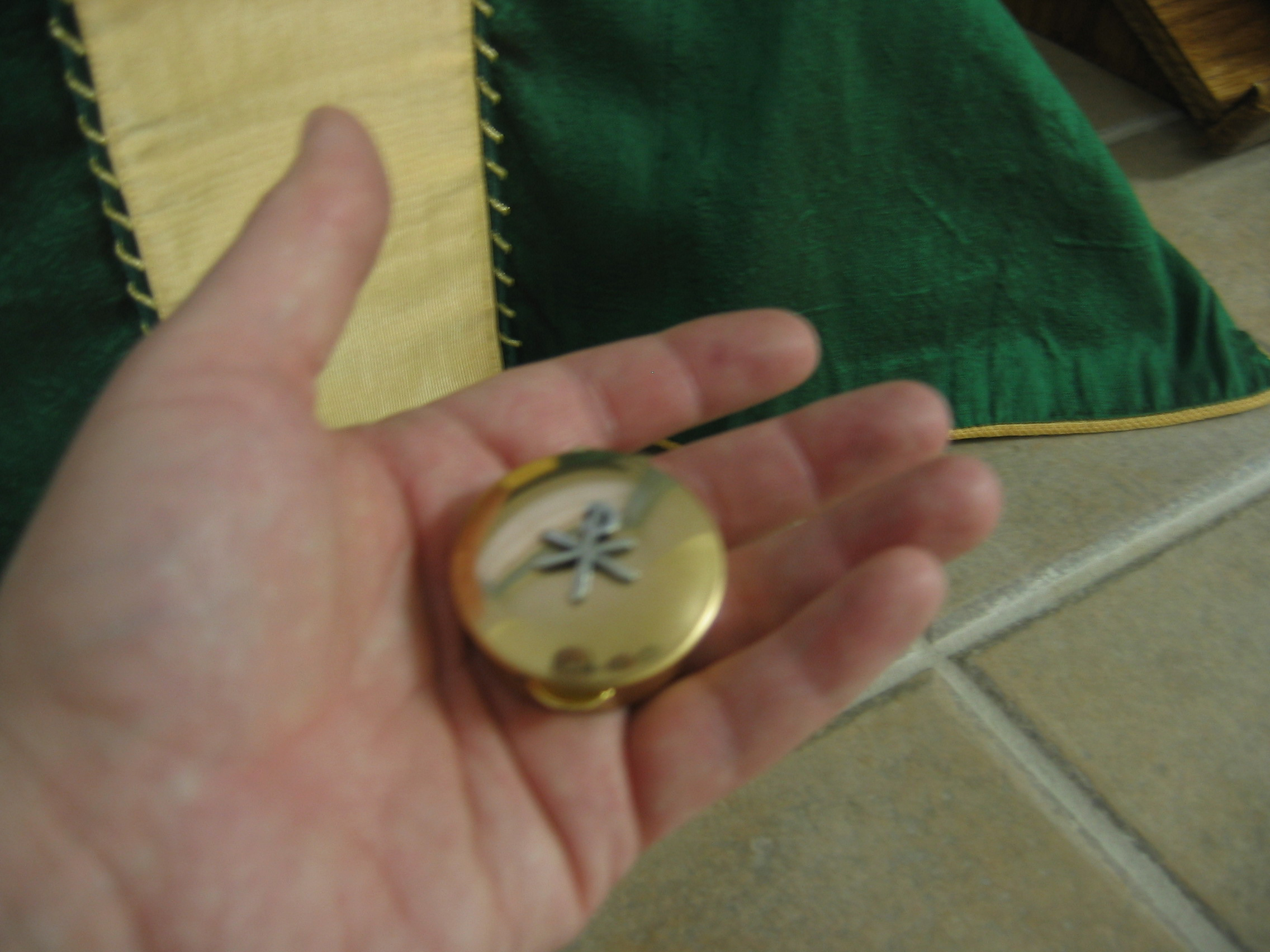
Pyxis

Pyxis, grekiska πυξίς, är en behållare, s.k. oblatask, för det konsekrerade nattvardsbrödet. Pyxis är vanligen av silver.